# Мокра (област)
Мокра је назив за подручје на југоистоку Албаније, у близини града Подградеца. Састоји се од 47 села која се налазе на надморској висини од преко 1.000 метара. Данас су многа од ових села напуштена, или је у њима остало свега неколико становника.
Иван Јастребов је записао да између Елбасана и Тиране има 6 сати, а од Елбасана до Охрида 18 сати. То растојање (18 сати) чини подручје под називом Мокра (гора). Према Фарлатију и другима, ту је била епископија Албаније, а на грчком μοκρας γορας (мокрас горас). 
Драчком надвладичанству било је до појаве надвладике Саве (1200) потчињено 16 владичанстава, међу којима и Горамокрско. 